# 亞太童軍區 (世界童軍運動組織)
亞太童軍區（英語：Asia-Pacific Scout Region）為世界童軍運動組織世界童軍局的分區機構。總辦事處設於菲律賓馬卡蒂，而在澳大利亞和日本也設有分處。亞太區所轄的範圍包括西伯利亞以南、中亞以東的亞洲地區，以及大部分的太平洋地區（除了密克羅尼西亞聯邦、馬紹爾群島和帛琉經由參加美國童軍旗下的阿羅哈童軍會因而被歸類於美洲區）。
亞太區於1956年成立，成立時共有10個會員，而截至2003年為止，共有26個會員，包括25個主要會員和1個結盟會員，涵蓋了1,700萬名童軍，在15大會員中有8個會員皆在亞太區。
而相對於本區的組織是世界女童軍總會亞太區。

## 會員
本區共有31個會員，包括30個主要會員和1個結盟會員；另外有7個國家或地區被認定為潛在會員（有童軍活動但尚未加入世界童軍組織的國家或地區），2個國家或地區被認定尚未有童軍活動。

### 正式會員

#### 主要會員
| - 阿富汗 - 不丹 - 柬埔寨 - 中華民國 - 东帝汶 | - 斐济 - 香港 - 印度 - 印度尼西亞 - 日本 - 基里巴斯 - 澳門 | - 马来西亚 - 馬爾地夫 - 蒙古国 - 緬甸 - 尼泊尔 - 新西兰 - 巴基斯坦 - 菲律賓 | - 新加坡 - 所罗门群岛 - 斯里蘭卡 - 泰國 - 越南 |

#### 結盟會員
- 法屬玻里尼西亞

### 非會員

#### 潛在會員
- 伊朗
- 瑙鲁
- 萨摩亚

#### 沒有童軍活動的國家或地區
- 中华人民共和国

## 亞太區童軍大露營
自第31屆亞太區童軍大露營起，亞太區童軍大露營須為獨立活動，不可與全國大露營(National scout jamboree)或活動聯合舉辦。
| 屆次 | 主辦國家或地區 | 舉辦地點                                     | 舉辦時間                      | 聯合舉辦的大露營                                  |
| ---- | -------------- | -------------------------------------------- | ----------------------------- | ------------------------------------------------- |
| 1    | 菲律賓         | 內湖省Los Baños Mount Makiling               | 1973年12月28日－1974年1月4日  |                                                   |
| 2    | 伊朗           | 呼羅珊省Nishapur                             | 1977年                        |                                                   |
| 3    | 新西兰         | 奧塔哥大區Oamaru                             | 1978年1月4日－1978年1月11日   | 第8屆紐西蘭童軍大露營                             |
| 4    |                | 西澳大利亞州柏斯                             | 1979年12月29日－1980年1月7日  | 第12屆澳大利亞童軍大露營                          |
| 5    |                | 達卡專區加濟布爾縣加濟布爾鎮                 | 1981年                        | 第2屆孟加拉童軍大露營                             |
| 6    | 印度尼西亞     | 雅加达Cibubur                                | 1981年6月18日－1981年6月25日  | 第6屆Gerakan Pramuka童軍大露營                    |
| 7    | 马来西亚       | 吉兰丹哥打峇鲁                               | 1982年                        | 第5屆馬來西亞童軍大露營                           |
| 8    |                | 全羅北道茂朱郡                               | 1982年                        | 第6屆大韓民國童軍大露營                           |
| 9    | 泰國           | 不詳                                         | 1985年11月                    | 第11屆泰國童軍大露營                              |
| 10   | 印度           | 海得拉巴                                     | 1987年                        | 第11屆印度童軍大露營                              |
| 11   | 新西兰         | 哈密尔顿                                     | 1990年                        | 第12屆紐西蘭童軍大露營                            |
| 12   | 菲律賓         | 內湖省Los Baños Mount Makiling               | 1991年                        | 第19屆菲律賓童軍大露營                            |
| 13   |                | 維多利亞州巴拉來特                           | 1992年                        | 第16屆澳大利亞童軍大露營                          |
| 14   |                | 達卡專區加濟布爾縣加濟布爾鎮                 | 1994年1月5日 - 1994年1月12日  |                                                   |
| 15   |                | 西澳大利亞州柏斯                             | 1994年12月30日－1995年1月8日  | 第17屆澳大利亞童軍大露營                          |
| 16   | 新西兰         | 峽灣地帶國家公園                             | 1995年12月 - 1996年1月        | 第14屆紐西蘭童軍大露營                            |
| 17   |                | 江原道雪嶽山                                 | 1996年8月7日 - 1996年8月13日  |                                                   |
| 18   | 马来西亚       | 登嘉樓勿述Kem Seri Keluang                   | 1997年8月1日 - 1997年8月8日   | 第9屆馬來西亞童軍大露營                           |
| 19   |                | 昆士蘭州伊普威治春田                         | 1998年1月2日 - 1998年1月11日  | 第18屆澳大利亞童軍大露營                          |
| 20   | 中華民國       | 臺灣省屏東縣屏東科技大學                     | 1998年                        | 第8屆中華民國童軍全國大露營                       |
| 21   |                | 江原道高城郡                                 | 2000年8月7日 - 2000年8月14日  | 第10屆大韓民國童軍大露營                          |
| 22   |                | 新南威爾斯州雪梨                             | 2001年                        | 第19屆澳大利亞童軍大露營                          |
| 23   | 日本           | 大阪府大阪市                                 | 2002年                        | 第13屆日本童軍大露營                              |
| 24   |                | 江原道雪嶽山                                 | 2004年                        | 第11屆大韓民國童軍大露營                          |
| 25   | 泰國           | 春武里府莎打厝郡                             | 2005年12月28日~2006年1月3日   |                                                   |
| 26   | 菲律賓         | 拉古拿省洛斯巴諾斯碼葛靈山                   | 2009年12月28日－2010年1月3日  |                                                   |
| 27   |                | 順天                                         | 2010年8月4日~8月9日           | 第3次韓國國際小隊露營                             |
| 28   | 中華民國       | 高雄市鳥松區澄清湖                           | 2011年7月11日－7月17日        | 中華民國童軍創始100年全國大露營暨第十次全國大露營 |
| 29   | 斯里蘭卡       | 中央省馬特萊區Dambulla Gam Udawa & Kandalama | 2012年4月1日－4月6日          | 斯里蘭卡童軍創始100年全國大露營                   |
| 30   | 日本           | 山口縣山口市                                 | 2013年8月1日-8月8日           | 第16次日本全國大露營                              |
| 31   | 蒙古国         | 烏蘭巴托                                     | 2017年7月27日-8月2日          |                                                   |
| 32   |                | 吉大港                                       | 2022年12月11日-2022年12月19日 |                                                   |

## 亞太區大會
| 屆次 | 主辦國家或地區 | 舉辦地點                       | 舉辦時間              | 聯合舉辦的大會        |
| ---- | -------------- | ------------------------------ | --------------------- | --------------------- |
| 1    |                | 維多利亞州亞巴馬克             | 1977年12月－1978年1月 | 第7屆澳大利亞大會     |
| 2    |                | 昆士蘭州山姆佛德貝登堡公園     | 1980年12月－1981年1月 | 第8屆澳大利亞大會     |
| 3    | 中華民國       | 臺北市陽明山                   | 1981年                | 第4屆中華民國羅浮大會 |
| 4    |                | 塔斯馬尼亞州戈維爾公園         | 1983年12月－1984年1月 | 第9屆澳大利亞大會     |
| 5    | 新西兰         | 坎特伯雷大區基督城             | 1984年                |                       |
| 6    |                | 澳洲首都特區坎培拉坎德考特     | 1989年12月－1990年1月 | 第11屆澳大利亞大會    |
| 7    |                | 西澳大利亞州柏斯樵夫地         | 1992年12月－1993年1月 | 第12屆澳大利亞大會    |
| 8    |                | 新南威爾斯州雪梨大瀑布童軍公園 | 1995年12月－1996年1月 | 第13屆澳大利亞大會    |
| 9    |                | 不詳                           | 1997年                |                       |
| 10   |                | 維多利亞州耶鎮                 | 1998年12月－1999年1月 | 第14屆澳大利亞大會    |
| 11   | 蒙古国         | 不詳                           | 1999年                | 第1屆蒙古大會         |
| 12   |                | 昆士蘭州蘭兹波羅               | 2001年12月－2002年1月 | 第15屆澳大利亞大會    |

## 外部連結
- 世界童軍組織亞太區專區 （页面存档备份，存于）